# Kornat
Kornat (udtalt [kɔ̌rnaːt])  er en ø i den kroatiske del af Adriaterhavet, i det centrale Dalmatien. Met et areal på 32,44 km2 er den den 16. største ø i Kroatien og den største i øgruppen Kornati øerne.
Den er en del af Kornati Nationalpark, som består af  89 øer, holme og klipper.
I det 19. århundrede var øen alternativt kendt som Insel Incoronata (på tysk) og Krunarski Otok (på kroatisk).
Ifølge folketællingen i 2001 havde øen en samlet befolkning på 7, selvom der ikke er nogen faste bosættelser på øen. Kornatis kystlinje er 68,79 km lang.
I nyere historie blev øen berygtet som stedet for det, der blev kaldt "Kornat-tragedien" ( kroatisk: Kornatska tragedija), da en gruppe brandmænd, der blev fløjet ind som en del af brandslukningsindsatsen ved kysten i 2007, omkom. Tolv ud af tretten mænd, der befandt sig omgivet af ild, blev dræbt ved ulykken, som var det største tab af menneskeliv i den kroatiske brandsluknings historie.